# Узбечки језик
Узбечки језик (узб. o‘zbek tili или oʻzbekcha) је туркијски језик и званични језик у Узбекистану. По разним проценама овим језиком говори између 21 и 25 милиона људи, од чега већина живи у Узбекистану и већином су у питању етнички Узбеци. Осим тога узбечки језик је распрострањен у Таџикистану, Киргизији, Казахстану, Авганистану и Туркменистану.
Има велики број дијалеката што значи да се може сврстати у више језичких подгрупа. Најближи је граматички и лексички ујгурском и или-турском језику Карлучке групе језика. Савремени књижевни узбечки језик је базиран на дијалектима Ферганске долине које одликује одуство синграмонизма. Осетан је утицај персијског језика а у периоду Совјетског Савеза узбечки језик је био под утицајем руског. Узбечки језик се пише латиницом и ћирилицом.
Узбечки припада источнотуркијској или карлучкој грани туркијске језичке породице. Спољашњи утицаји укључују арапски, персијски и руски. Једна од најуочљивијих разлика између узбечког од других туркијских језика је заокруживање самогласника  у , карактеристика на коју је утицао персијски. За разлику од других туркијских језика, хармонија самогласника је скоро потпуно изгубљена у савременом стандардном узбечком језику, иако се (мада нешто мање стриктно) још увек уочава у његовим дијалектима, као и у његовом сестринском карлучком језику ујгурском.
У фебруару 2021, узбекистанска влада је објавила да Узбекистан планира да у потпуности пребаци узбечки језик са ћириличног писма на латинично писмо до 1. јануара 2023. године. Слични рокови су више пута продужавани.

## Класификација
Узбекистански је припадник карлучких језика, подгрупе туркијских језика, који припадају западној грани, док источни варијетет носи назив ујгурски. Пошто је породица класификована као дијалекатски континуум, може се приметити да је она најпогоднија варијанта или дијалект који ће разумети највећи број различитих говорника туркијског језика, упркос томе што је у великој мери перзијанизована, изузимајући сибирске туркијске језике.

## Број говорника
Узбечки, као најраспрострањенији језик целе Централне Азије, говоре и мање етничке групе у земљи и суседним земљама.
Тај језик говоре друге етничке групе изван Узбекистана. Популарност узбечких медија, укључујући Узбекфилм и РизановаУз, проширила се међу постсовјетским државама, посебно у централној Азији последњих година. Пошто је узбечки језик доминантни језик у региону Ош у Киргистану (и матерњи језик града Ош), као и у остатку источног, јужног и југоисточног Киргистана (Џалал-Абадски регион), етнички Киргизи су такође изложени узбечком језику, и неки га течно говоре. Ово је уобичајена ситуација у остатку централноазијских република, укључујући: Туркистански регион у Казахстану, северни Дашогузски вилајет у Туркменистану, регион Сугд и друге регионе Таџикистана. Ово ставља број Л2 говорника узбечког на променљивих 1–5 милиона говорника.
Узбечки језик има посебан статус у земљама које су уобичајена дестинација за имиграцију за грађане Узбекистана. Осим Узбекистана и других централноазијских република, етнички Узбеци најчешће бирају Руску Федерацију у потрази за послом. Међутим, већина њих су сезонски радници, чији се број веома разликује у зависности од пребивалишта унутар Руске Федерације. Према статистици руске владе, 4,5 милиона радника из Узбекистана, 2,4 милиона из Таџикистана и 920.000 из Киргистана радило је у Русији 2021. године, а око 5 милиона су били етнички Узбеци.
Процене о броју изворних говорника узбечког језика увелико варирају, од 35 до 40 милиона. Етнолошке процене наводе да број изворних говорника износи 35 милиона у свим признатим дијалектима. Шведска национална енциклопедија Nationalencyklopedin, процењује да је број изворних говорника око 38 милиона, а CIA World Factbook процењује на 30 милиона. Други извори процењују да је број говорника узбечког језика 34 милиона у Узбекистану, 4,5 милиона у Авганистану, 1.630.000 у Пакистану, 1.500.000 у Таџикистану, око милион у Киргистану, 600.000 у Казахстану, 600.000 у Туркменистану, и 300.000 у Русији.

## Граматика
| Личне заменице |        | Наставци  |     |
| -------------- | ------ | --------- | --- |
| men            | Пример | -man      | сам |
| sen            | Пример | -san      | си  |
| u              | Пример | -dir      | је  |
| biz            | Пример | -miz      | смо |
| siz            | Пример | -siz      | сте |
| ular           | Пример | -(lar)dir | су  |

O'QUVCHI - УЧЕНИК
Men o'quvchiman. - Ја сам ученик.
Sen o'quvchisan. - Ти си ученик.
U o'quvchi(dir). - Он/она је ученик.
Biz o'quvchimiz. - Ми смо ученици.
Siz o'quvchisiz. - Ви сте ученици.
Ular o'quvchi(lar)(dir). - Они су ученици.
| Присвојне заменице |           | Наставци |  |
| ------------------ | --------- | -------- |  |
| mening             | мој       | -(i)m    |  |
| sening             | твој      | -(i)ng   |  |
| uning              | његов/њен | -(s)i    |  |
| bizing             | наш       | -(i)miz  |  |
| sizing             | ваш       | -(i)ngiz |  |
| ularing            | њихов     | -i       |  |

UY - КУЋА
Mening uyim. - Моја кућа.
Sening uyin. - Твоја кућа.
Uning uyi. - Његова/њена кућа.
Bizing uyimiz. - Наша кућа.
Sizing uyingiz. - Баша кућа.
Ularing uylari. - Њихова кућа.
BOLA - ДЕТЕ
Mening bolam. - Моје дете.
Sening bolang. - Твоје дете.
Uning bolasi. - Његово/њено дете.
Bizing bolamiz. - Наше дете.
Sizing bolangiz. - Баше дете.
Ularing bolalari. - Њихово дете.